# Падерки-Кабачи
Падерки-Кабачи — деревня в Куйбышевском районе Калужской области России в составе сельского поселения «Поселок Бетлица». 

## География
Входит в группу деревень (включая также Падерки-Казенные, Падерки-Васюки и Падерки-Фирсы), расположенных вдоль реки Падерки.

## История
На трехверстной карте Шуберта обозначена как «Верхние Падерки». В списках населённых мест все Падерки указывались как один населённый пункт Грибовской волости Жиздринского уезда.
Вероятно, образована в результате переселения жителей окрестных деревень на свободные земли «на отруба» в начале XX века в ходе Столыпинской аграрной реформы и последующей ликвидации частных хуторов в ходе коллективизации. Предполагается, что получила название по фамилии местных жителей Кобачевых (Кабачевых), переселившихся сюда из деревни Падерки-Казенные.
| 2002 | 2010 |
| ---- | ---- |
| 26   | ↘17  |

## Инфраструктура
Личное подсобное хозяйство.

## Транспорт
Подъездная дорога к автодороге регионального значения «Киров — Бетлица».